# 33rd Street (Lexington Avenue Line)
33rd Street (Lexington Avenue Line) är en tunnelbanestation i New Yorks tunnelbana, som ligger vid 33rd Street i Murray Hill, New York. Den trafikeras av Lexington Avenue Line och öppnades redan 1904. I närheten av stationen ligger Empire State Building.

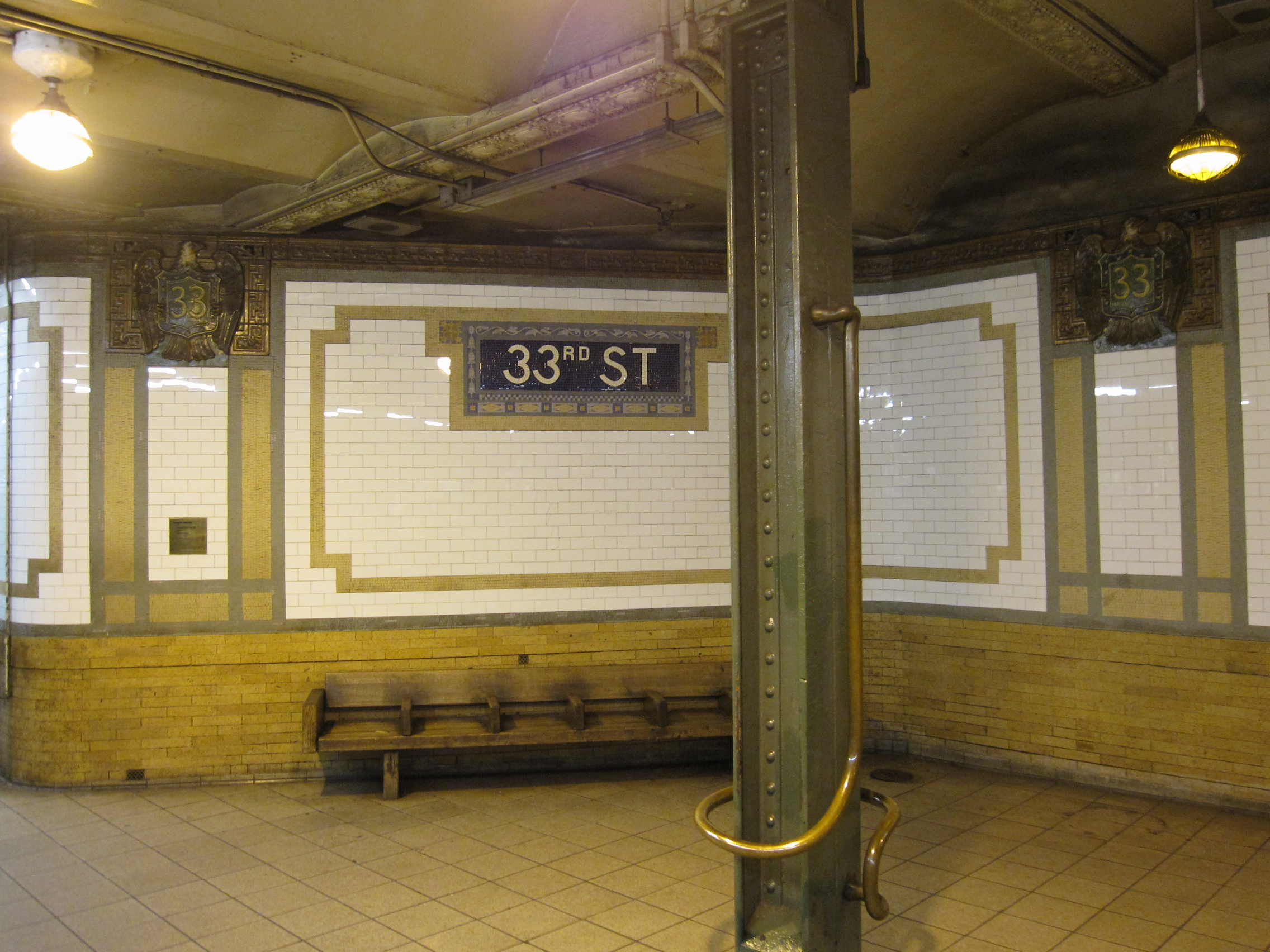
33rd Street perrong
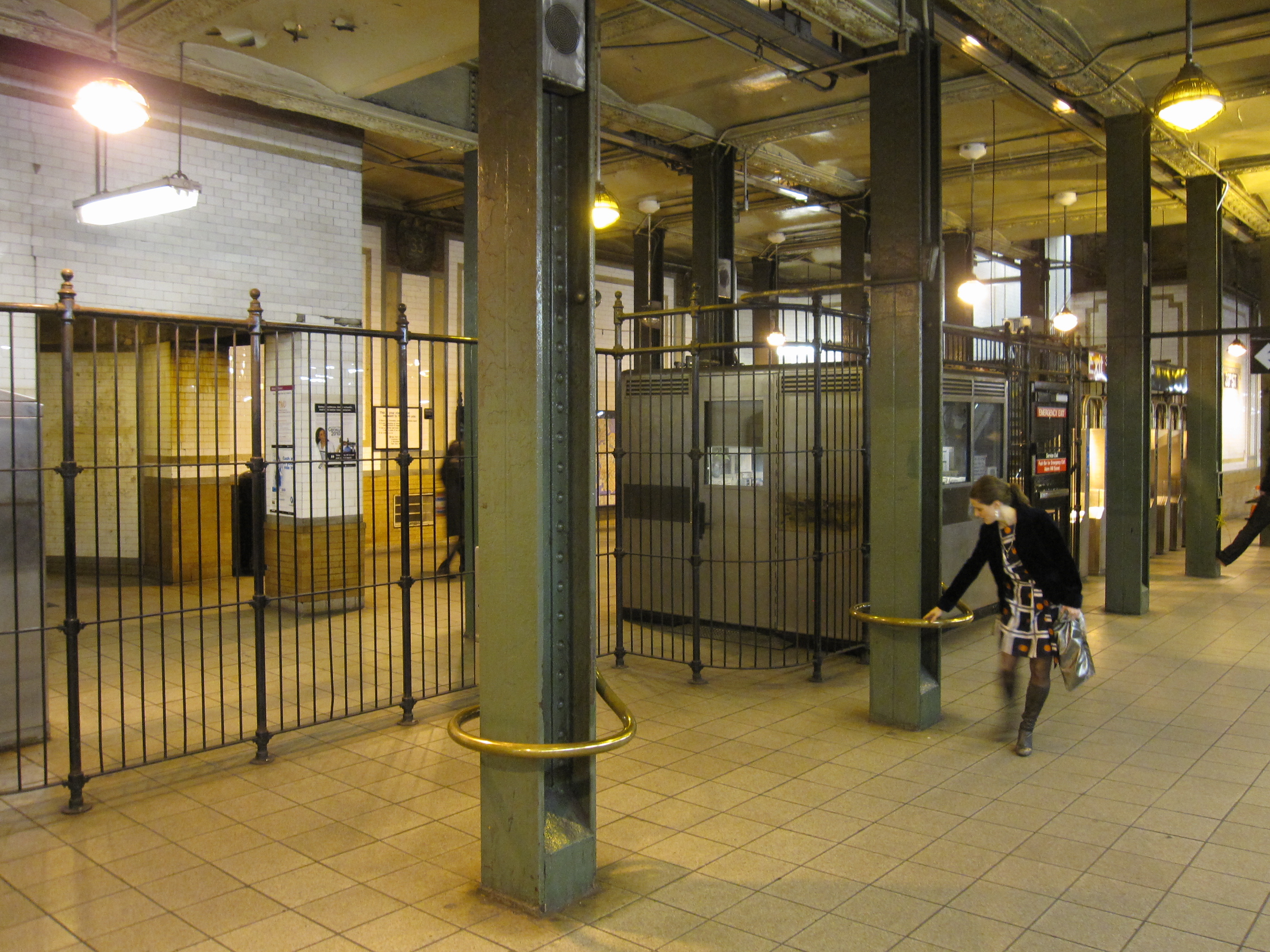
33rd Street station
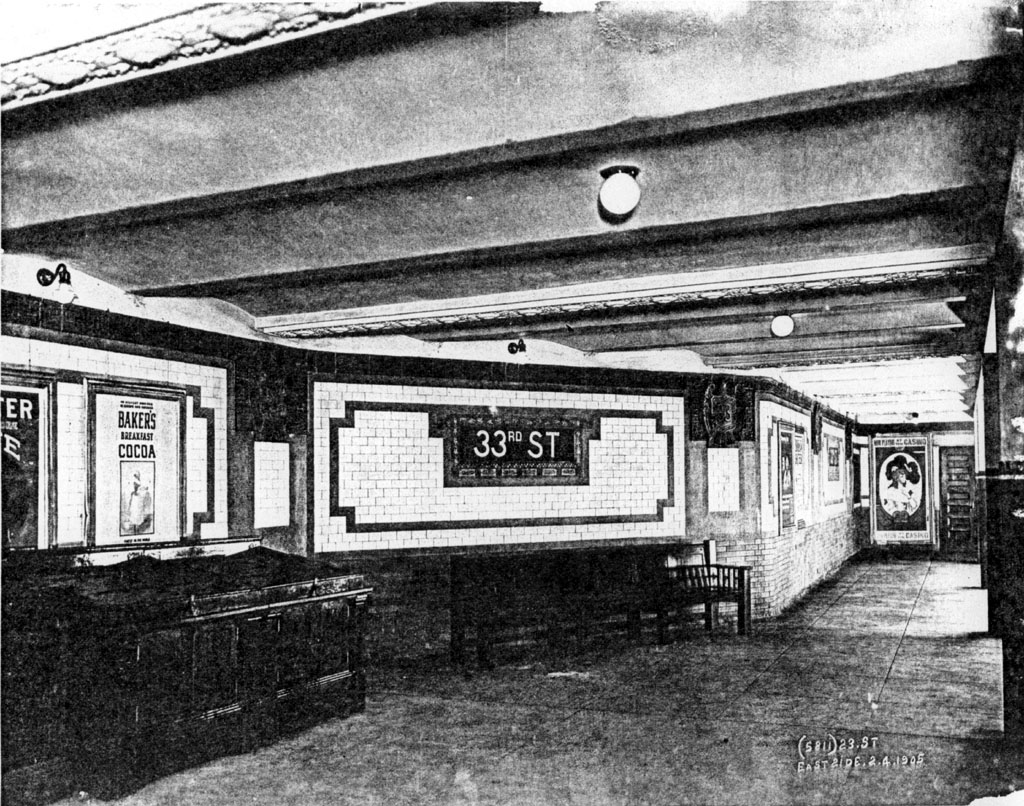
33rd Street station år 1905
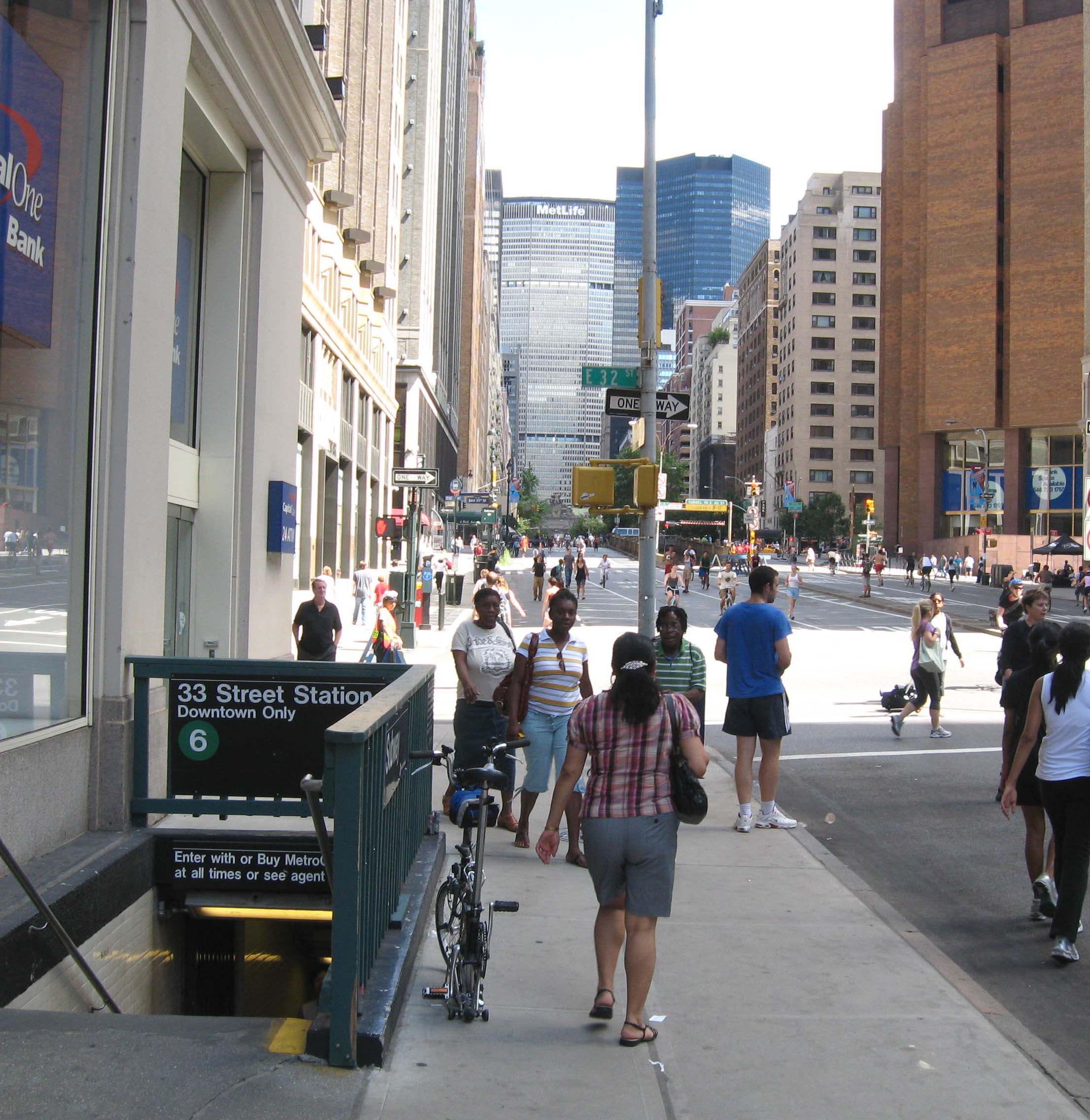
En av entréerna